# KaDee Strickland
Katherine Dee "KaDee" Strickland (Blackshear, 14 de Dezembro de 1975) é uma atriz americana. Ficou conhecida por interpretar Charlotte King na série de televisão Private Practice (2007–2013), transmitida pela rede de televisão ABC.
Cresceu em Patterson, Geórgia, onde era bem conhecida, pois, quando criança, começou a atuar em pequenas peças da escola. Strickland estudou artes cênicas na Filadélfia e na cidade de Nova Iorque, onde obteve papéis, principalmente pequenos, em projetos de cinema, televisão e teatro, entre eles O Sexto Sentido (1999). Sua participação nos filmes Anything Else e Something's Gotta Give (ambos de 2003) deu-lhe papeis significativos em filmes de terror como Anacondas e The Grudge (ambos de 2004). No período em que foram lançados, a atriz era referida como "o orgulho de Patterson" e pelo fandom de terror a "mais nova rainha do grito", embora suas performances em ambos os filmes tenham recebido críticas mistas.
Em 2005, recebeu críticas positivas por seu desempenho na comédia romântica Fever Pitch. No ano de 2007, foi escalada para o elenco regular na serie The Wedding Bells e, posteriormente, juntou-se ao elenco de Private Practice. Em entrevista, falou contra a ênfase dada à beleza dos atores de Hollywood, na qual afirmou que seu passado na região sul do país ajudou-a se distinguir de outras atrizes loiras. Strickland afirmou ter afinidade por seus fortes personagens femininos e que evita sexualizar ou sensacionalizar sua auto apresentação como mulher. Ela também trabalhou em estreita colaboração com a Rede Nacional de Assistência a Vítimas de Estupro, Abuso e Incesto (RAINN) depois de participar de um episódio em que sua personagem de Private Practice, Charlotte King, foi estuprada.

## Início de vida e educação
Strickland nasceu em Blackshear, na Geórgia, nos Estados Unidos. É filha de Susan, uma enfermeira, e Dee Strickland, um treinador, diretor e superintendente de futebol de uma escola secundária. O nome de nascimento da atriz é Katherine Dee; seus pais juntaram o K de Katherine com o nome de seu pai para formar KaDee. Ela foi criada desde pequena em Patterson, a qual ela descreveu que é uma "cidade com um [único] semáforo", e teve um emprego de coletar tabaco em uma fazenda local por oito anos. Quando criança assistiu ao filme Annie Hall (1975), dirigido pelo cineasta Woody Allen, e disse que "queria estar naquele lugar, estar completamente repleta da energia [daquelas] pessoas. Eu queria estar la". Durante sua infância, era conhecida localmente como um membro da família Strickland e por suas atividades extracurriculares e realizações (já foi a Rainha do regresso a casa no ensino fundamental e médio, presidente do conselho estudantil e líder de torcida). Ela nunca pensou em seguir carreira nas artes cênicas até sua participação em uma peça de ato único realizada por alunos do ensino médio: "[...] no momento em que pisei no palco, era isso. O destino assumiu. Sem outras opções. Senti que me encaixava, eu sabia o que faria", disse Strickland.
Depois de concluir o ensino médio, a atriz queria estudar drama em uma faculdade na cidade de Nova Iorque, mas seus pais não queriam que ela vivesse em uma megacidade tão cedo. Consequentemente, ela candidatou-se à Universidade das Artes na Filadélfia. Durante seus estudos por lá, juntou-se ao Screen Actors Guild e considerou usar seu nome, Katherine, como a primeira parte de seu nome artístico, antes de decidir que era "muito garota" para isso. Também trabalhou como garçonete a tempo parcial em um restaurante local e estagiou em uma agência de seleção de elenco, onde uma de suas tarefas era ler diálogos em audições para pequenos papéis em projetos locais de cinema e televisão; o trabalho lhe ajudou a conseguiu um papel em seu primeiro filme. Depois de se formar na universidade com um diploma de Belas Artes, foi educada na cidade de Nova Iorque e, no final de 2003, mudou-se para Los Angeles, Califórnia. Em 2006, recebeu o Prêmio Silver de Aluna destaque da Universidade das Artes.

## Carreira

### Primeiros trabalhos
A carreira de Strickland começou em 1999 com uma breve aparição no filme O Sexto Sentido, como a Visitante #5 ferida em uma festa, que ganhou o papel após impressionar o roteirista e cineasta M. Night Shyamalan ao ler diálogos para os que estavam fazendo audições para o filme. De acordo com a atriz, este papel lhe ajudou a controlar seu "choro falso". No mesmo ano, atuou como figurante no filme independente The Chase Sterling, e apareceu em um pequeno papel ao lado de Angelina Jolie e Winona Ryder no drama Girl, Interrupted.
Em sua estadia na Filadélfia, teve a oportunidade de participar de outros filmes em produção, como Train Ride, um suspense filmado em 1998 que não foi comercializado até 2005 devido a problemas financeiros. Ela também foi escalada pra o filme Diamond Men (2000), um drama com Robert Forster e Donnie Wahlberg, que foi recebido com criticas positivas, como a do critico Richard Roeper, do Chicago Sun-Times, que o descreveu como "um filme fantástico, com um ótimo elenco". Depois disso, em 2002, ela mudou-se pra Nova Iorque, onde apareceu em Bomb the System, a estreia cinematográfica de Adam Bhala Lough, que foi recebido com críticas desfavoráveis e não foi mostrado fora dos festivais de cinema até 2005.
Strickland também adquiriu experiência em produções de teatro como A Requiem for Things Past (1999) e Women of Manhattan, de John Patrick Shanley. Em dezembro de 2002, ela atuou em um episódio da serie Law & Order: Criminal Intent e fez novas aparições em All My Children, o que lhe permitiu deixar o emprego de garçonete. Em 2003, teve um papel oposto ao de Eddie Cibrian, no episódio piloto de uma adaptação para cinema de uma pequena série do romance The Street Lawyer, de John Grisham.
A atriz apareceu em dois filmes de comédia romântica em 2003, sendo o primeiro Anything Else, escrito e dirigido por Woody Allen, no qual interpretou Brooke, a namorada de Jerry Falk, personagem de Jason Biggs. Em uma entrevista, afirmou que foi um "sonho realizado" trabalhar com Allen, de quem ela é uma fã "obsessiva e fiel". O filme foi recebido com críticas mistas e baixo desempenho comercial, embora, posteriormente, Strickland tenha se referido como sua "grande revelação". O segundo filme, Something's Gotta Give, estrelado por Jack Nicholson e Diane Keaton, foi um grande sucesso comercial e crítico, porém a aparição de Strickland foi breve. No ano seguinte, ela fez uma breve aparição no filme independente Knots, e na comédia satírica, mal recebida pela critica, The Stepford Wives, com Nicole Kidman.

### Principais papéis no cinema
O primeiro papel principal de Strickland foi no filme de terror Anacondas: The Hunt for the Blood Orchid, a sequência de Anaconda (1997). Sua escolha foi após o produtor Doug Belgrad ver algumas de suas gravações para o filme Something's Gotta Give, contratando também Johnny Messner e Morris Chestnut. Ela interpretou Samantha "Sam" Rogers, uma cientista de pesquisa que viaja para Bornéu juntamente com uma equipe de expedição à procura de uma espécie de orquídea que poderia aumentar a longevidade. A atriz afirmou que inicialmente não queria sair de um filme de Woody Allen e seguir para um "filme de cobra", mas mudou de ideia porque o personagem principal era uma sulista que não era "uma completa idiota" ou "uma garota estúpida que estar prestes a morrer". Embora se saiu bem na bilheteria, Anacondas não foi bem recebido pelos críticos. O elenco recebeu criticas positivas da revista Variety e de Roger Ebert, do Chicago Sun-Times, porém, David Germain, em sua publicação ao San Diego Union-Tribune, disse que "de tão horrível que foi o roteiro [assim] como o desempenho do elenco, tornou-se, sem querer, engraçado", e descreveu o trabalho da atriz e de seus colegas de elenco como uma "variedade de péssimos [desempenhos]". Slant Magazine publicou que "[o filme é] estrelado por um grupo de anônimas, atraentes e talentosas pessoas de Los Angeles". Durante o mesmo período, The Florida Times-Union referiu-se à Strickland como "o orgulho de Patterson".
Seu próximo trabalho foi em The Grudge (2004), refilmagem do filme de terror Ju-On (2003), dirigido por Takashi Shimizu. Strickland interpretou Susan Williams, uma empresária americana que mora em Tóquio, cujos parentes emigram dos Estados Unidos. Ela recebeu o papel através de uma audição com o produtor Sam Raimi, que a escolheu pelo trabalho desempenhado em Anacondas e por sua vontade de trabalhar longe de casa por longos períodos. Em entrevista, declarou que o Japão e seu cinema sempre lhe fascinaram, e que queria fazer "parte desse mundo", no qual os cineastas transmitem suas histórias através da ação e não do diálogo; também destacou a importância de ser "capaz de explorar o lugar errado no momento errado sem [ser vista como] um objeto sexual ou donzela em perigo". The Grudge foi um sucesso comercial, chegando ao número um da bilheteria dos Estados Unidos e rapidamente se tornou um dos filmes mais rentáveis do ano, mas as críticas foram mistas. The Charlotte Observer chamou o elenco de "entediante e sem vida", e que ganhou "nada além de deméritos". Sua presença em Anacondas e The Grudge fez com que os fãs de terror chamassem-na de "a mais nova rainha do grito"; com ela afirmando que escolhe um filme se o roteiro, personagens e diretor forem bons, dizendo que "isso não se ver com frequência", mas se for o caso, "participo com prazer. São sempre bem-vindos." Pela cena em que seu personagem se esconde debaixo das cobertas, quando perseguido pelos fantasmas, Strickland recebeu uma indicação aos Prêmios Teen Choice de 2005 na categoria de "Melhor Cena Assustadora".
No final de 2004, a atriz embarcou no que chamou de "o trabalho mais louco que já tive": um papel na comédia romântica de basebol Fever Pitch, com Drew Barrymore e Jimmy Fallon, baseada no livro Febre de Bola, do escritor Nick Hornby. Strickland disse que foi "um desafio" interpretar um personagem "tão maníaco", principalmente depois de retratar personagens emocionalmente traumatizados em Anacondas e The Grudge. Após o lançamento do filme em 2005, ela recebeu elogios da revista PopMatters, que a descreveu como "irreprimível" em seu papel, e da MSNBC, que disse que ela e JoBeth Williams "às vezes resgatam o filme de seus momentos difíceis". O filme elevou ainda mais sua fama, apesar de sua resposta crítica ter sido mista e uma arrecadação moderada nas bilheterias. Strickland apareceu como a advogada Richie's attorney no filme American Gangster (2007), estrelado por Russell Crowe e Denzel Washington.

### Papéis na televisão
No inicio de 2005, ela foi escalada para o episodio piloto da série de televisão Laws of Chance, baseada na carreira de Kelly Siegler, uma assistente distrital bem sucedida de Houston, Texas. A atriz afirmou que estava "muito animada por ter a oportunidade de interpretar essa senhora fenomenal", mas a série foi cancelada alguns meses após o lançamento. Também estrelou no filme independente Walker Payne, baseado nos anos 50, onde foi o interesse amoroso do personagem de Jason Patric. Em uma crítica, a Variety escreveu que Strickland estava "elegante". No final de 2005, ela juntou-se ao elenco de The Flock, um drama policial com Richard Gere, Claire Danes e Avril Lavigne, sobre uma agente federal designada para rastrear uma menina desaparecida e uma agressora sexual em liberdade condicional (interpretada por Strickland). Após o lançamento, a artista disse que foi importante participar do enredo porque sentiu a sociedade precisa considerar e ser responsável por seus pontos de vista sobre a contracultura do agressor sexual, no qual ela diz que "na verdade, não é [apenas uma crítica] contra tudo, [porque isso] é muito real, [e está] muito próximo a você".
A primeira vez que fez uma personagem regular foi na série The Wedding Bells, produzida por David E. Kelley, que começou a ser exibida na Fox Network em março de 2007, mas foi cancelada no mês seguinte. Em suas palavras, ela queria estar na série porque "o assunto de amor e compromisso é algo [que me interessa] e eu quero tê-los por os todos os dias. É muito melhor do que '[estar com]' cadáveres". The Baltimore Sun disse que a serie "era horrível, e que o elenco não era ruim, mas apenas terrivelmente castigado por um material ruim." Depois disso, juntou-se ao elenco de Private Practice, história derivada de Grey's Anatomy, que começou a ser exibida em setembro de 2007, na qual ela interpreta Charlotte King, chefe de gabinete no hospital local e medica especialista em cirurgia urológica, e vira uma sexóloga, quando compra uma parte da Oceanside Wellness.

## Imagem artística
Strickland citou Jessica Lange, Holly Hunter, Diane Keaton (em Annie Hall), Ione Skye (sua co-estrela em Fever Pitch) e Jane Fonda como inspirações e/ou influências; para The Grudge, ela espelhou-se no desempenho de Fonda em Klute (1971) e sua "maneira brilhante nesse filme de criar tensão e medo para o público, apenas caminhando por um corredor e olhando por cima do ombro". Ela reconheceu a contribuição de sua atriz treinadora Maggie Flanagan, que a instruiu a assistir filmes com o som desligado para avaliar a qualidade e compreensão de uma performance, a quem Strickland acredita ser seu "Cavaleiro Jedi".
A atriz cita sua ética de trabalho e sua "imaginação ativa" como fontes de inspiração quando é obrigada a transmitir certas emoções, particularmente as mais negativas. Ela disse que não pratica o Método de Interpretação, mas que os atores podem trazer elementos para papel que são, nas suas palavras, "uma extensão de [sua] experiência de vida". Segundo ela, espera que sua experiência cresça em um ambiente emocionalmente caloroso junto com seu trabalho." Também expressou sua dificuldade em transmitir diferentes "versões" de emoções, e o medo [que tem quando um filme é lançado] a um público mundial [e sua reação], dizendo que "o que realmente me manteve [como atriz] estava tentando transmitir algo universal". Disse que fica extremamente lisonjeada quando as pessoas, particularmente seus fãs, relacionam-se sinceramente com ela quando sua "versão de narradora de histórias" e trabalho como atriz se comunicam com elas. Afirmou que acredita que estar "aqui [no mundo]" para atuar, e que não conseguiria viver sem isso: "É minha alegria, é o que eu amo, e não há nenhum sentimento capaz de fazer com o que você ama tornar-se realidade". Strickland chamou sua vida de atriz "uma existência louca" e "completamente instável" por causa da frequência com que ela tem que procurar novos empregos, mas disse que "vai o mais longe que possível [para atuar]" e continuará na carreira até a morte.
Ela descreveu-se como uma "grande fashionista" e "muito preocupada com a aparência", notando a necessidade de "um elemento de vaidade" em suas atuações, particularmente em Los Angeles, onde diz que está "constantemente cercada por pessoas super-humanas [...] nunca vi tanta beleza!". Segundo ela, nunca teve que recorrer à sua aparência ou sentiu-se pressionada para ser bonita: "A verdade é que eu não sou essa garota". No que diz respeito a revistas, por exemplo, disse que ela é "muito cuidadosa" sobre a forma como quer ser apresentada como mulher, dizendo que se esforça para evitar "sensacionalização ou sexualização", não estando acostumada a ser considerada uma "garota bonita" ou "atraente por um padrão que eu nunca senti que fazia parte". Em suas palavras, aprendeu a falar sem sotaque na universidade, porque não quer que as pessoas pensem que ela não possui outras habilidades [além falar em diferentes sotaques], usando isso somente quando é necessário ou solicitado. Strickland é experiente em luta de cena e disse que "gosta de fazer trabalhos físicos"; em uma entrevista sobre o filme Anacondas, afirmou que: "se houvesse um Braveheart para mulheres, estaria totalmente dentro".
Ela fez aparição no vídeos de música "Don't Look Back in Anger" (1996), da banda britânica Oasis e, posteriormente, em "Here Comes Goodbye" (2009), da Rascal Flatts.

## Vida Pessoal
Strickland conheceu Jason Behr no set de The Grudge, em 2004, e começaram um relacionamento logo após as filmagens. De acordo com ela, eles tinham uma afinidade em comum com o Japão e sua cultura, e tornaram-se melhores amigos quase instantaneamente por causa da vontade mútua de explorarem o país. Em 2005, quando questionada sobre sua vida amorosa, declarou que estava "calma". Behr a pediu em casamento no dia de seu aniversário, e em 10 de novembro de 2006, eles casaram-se em Ojai, na Califórnia, numa cerimônia que incluiu elementos da cultura japonesa. A atriz disse que sua experiência de planejar o casamento lhe ajudou em sua preparação para o papel em The Wedding Bells. Seu trabalho na ornamentação de seu casamento inspirou a criação de um jardim de casamento na Casa de Estrellas (Casa das Estrelas), uma pousada de luxo e spa em Santa Fé, Novo México. Em 17 de outubro de 2013, nasceu primeiro filho do casal, Atticus Mason Behr.
Strickland é defensora e apreciadora das artes. Em 2004, antes do lançamento de Anacondas, ela apresentou a primeira exposição de arte da atriz Heidi Jayne Netzley, no teatro Edgemar Center for the Arts, em Santa Monica. Também protestou ao lado dos roteiristas durante a Greve dos roteiristas de 2007–2008. Strickland trabalha em estreita colaboração com a maior organização contra o abuso sexual do país, a Rede Nacional de Assistência a Vítimas de Estupro, Abuso e Incesto (RAINN). Quando a criadora do Private Practice, Shonda Rhimes, escreveu um enredo em que a personagem da atriz foi brutalmente agredida e estuprada, ela juntou-se a RAINN para garantir que a representação da recuperação de Charlotte fosse tão fiel à vida [real] quanto possível. Strickland sentiu uma conexão pessoal com o grupo e decidiu tornar-se uma defensora da organização. Ela também trabalhou com a designer Gorjana para criarem uma joalharia exclusiva para a RAINN, na qual 80% do lucro vai direto para a organização.

## Filmografia

### Cinema
| Ano  | Filme                                    | Personagem            | Notas                       |
| ---- | ---------------------------------------- | --------------------- | --------------------------- |
| 1999 | O Sexto Sentido                          | Visitante #5          | Papel menor                 |
| 1999 | The Sterling Chase                       | Estudante Bonita #1   | Papel menor                 |
| 1999 | Girl, Interrupted                        | Bonnie Gilcrest       |                             |
| 2000 | Diamond Men                              | Monica                | Lançado nos cinemas em 2001 |
| 2002 | Bomb the System                          | Toni                  | Lançado nos cinemas em 2005 |
| 2003 | Anything Else                            | Brooke                |                             |
| 2003 | Alguém Tem que Ceder                     | Kristen               |                             |
| 2004 | Knots                                    | Molly                 | Papel menor                 |
| 2004 | The Stepford Wives                       | Tara                  | Papel Menor                 |
| 2004 | Anacondas: The Hunt for the Blood Orchid | Samantha "Sam" Rogers |                             |
| 2004 | The Grudge                               | Susan Williams        |                             |
| 2005 | Train Ride                               | Dawn                  | Filmado em 1998             |
| 2005 | Fever Pitch                              | Robin                 |                             |
| 2006 | Walker Payne                             | Audrey                |                             |
| 2007 | The Flock                                | Viola                 |                             |
| 2007 | American Gangster                        | Sheilah               |                             |
| 2008 | The Family That Preys                    | Jillian Cartwright    |                             |
| 2019 | Grand Isle                               | Fancy                 |                             |

### Televisão
| Ano       | Serie                        | Personagem                   | Notas                           |
| --------- | ---------------------------- | ---------------------------- | ------------------------------- |
| 2002      | All My Children              | Alison Waters                | Poucas aparições                |
| 2002      | Law & Order: Criminal Intent | Sandi Tortomassi             | Episódio: "Shandeh"             |
| 2003      | The Street Lawyer            | Caroline Browne              |                                 |
| 2007      | The Wedding Bells            | Annie Bell                   | Personagem Regular              |
| 2007–2013 | Private Practice             | Charlotte King               | Elenco principal; 111 episódios |
| 2013      | Bloodline                    | Stella Killpriest            |                                 |
| 2015      | Secrets and Lies             | Christine "Christy" Crawford | Elenco principal; 10 episódios  |
| 2015      | The Player                   | Agente especial Rose Nolan   | 4 episódios                     |
| 2016      | Doubt                        | Sadie                        |                                 |
| 2016      | Shut Eye                     | Linda Haverford              | Elenco principal; 10 episódios  |

### Teatro
| Ano  | Peça                      | Personagem    | Notas |
| ---- | ------------------------- | ------------- | ----- |
| 1999 | A Requiem for Things Past | Não informado |       |
|      | Women of Manhattan        | Não informado |       |